# PATENTEM
PATENTEM - комплексна система інформаційного супроводу засідань та голосування, розроблена чеською компанією Sterkonix. Характерною особливістю системи є повна інтеграція з конференц-системами світових виробників (Bosch, Televic тощо) та програмними компонентами клієнтів (клієнтськими базами даних, системами документообігу). Система також представлена мобільним додатком для Android та iOS, основна ціль якого є попереднє ознайомлення учасників засідання з питаннями порядку денного (ПД) і супровідними документами після отримання відповідного сповіщення.

Інтеграційні можливості системи PATENTEM

## Архітектура комплексу
Комплексна система Patentem складається з наступних компонентів:
- сенсорні екрани
- система інформаційного супроводу засідання
- зчитувачі карток учасників з кнопками голосування
- пульти делегатів
- мікрофони
- динаміки з підсилювачем
- камери з функцією автоматичного наведення
- інформаційні плазмові панелі

## Впровадження системи PATENTEM
В 2016р. комплексна система інформаційного супроводу засідань та голосування PATENTEM була впроваджена у залі засідань Погоджувальної ради Верховної Ради України та Комітеті з питань державного будівництва, регіональної політики та місцевого самоврядування.

## Структура системи
Комплексна система інформаційного супроводу засідань та голосування PATENTEM складається з 9 основних модулів:

Керування списком доповідачів

Модуль «Наживо» - модуль надає доступ до двох режимів трансляції засідання:
- Режим «Нарада» - відео-трансляція засідання в режимі реального часу з відображенням інформації про доповідача та часу виступу.
- Режим «Презентація» - дає можливість за допомогою оператора завантажити перед засіданням файл презентації. За запитом оператор вмикає трансляцію презентації доповідача на всі екрани (робочих місць та інформаційні).

Модуль «Порядок денний» - модуль представлений у вигляді списку питань ПД засідання. Процес підготовки питань ПД проходить у декілька етапів, починаючи зі створення питань та призначення відповідальних за їх підготовку, і закінчуючи затвердженням і ухваленням ПД Головуючим. Список питань «Порядку денного» засідання може включати теми для обговорення, теми доповідачів, питання на голосування та інше. Пункти ПД можуть містити прикріплені документи, які можливо одразу переглянути на сенсорних екранах учасників.
Модуль «Документи» - в модулі представлений список усіх супровідних документів, які прикріплені до питань порядку денного. При виборі засідання, системою автоматично завантажується перелік документів. В модулі присутня можливість використання повноекранного режиму для перегляду документів.
Модуль «Голосування» - голосування ініціюється Головуючим під час засідання за наявності кворуму, відображеного на екрані Головуючого. Системи дає можливість здійснювати голосування як на сенсорних екранах робочих місць, так і кнопками конгрес-системи «За», «Утримався», «Проти». В залежності від типу голосування, учасники засідання мають змогу детального або загального перегляду результатів як на інформаційних екранах в залі, так і на робочих місцях учасників.
Модуль «Учасники» - модуль відображено у вигляді списку всіх учасників засідання з детальною інформацією про учасника, статусу присутніх і відсутніх та індикацією групи учасника.
Модуль «Повідомлення» - модуль розроблено для обміну повідомленнями між учасниками, групами учасників, Головуючим та асистентами або адміністраторами (операторами). Модуль дає можливість інформувати Головуючого про події під час засідання та звертатись до асистентів з типовими проханнями. За допомогою мобільного додатку, також можливо залишити нотатки до питань ПД.
Модуль «Календар» - модуль дає можливість перегляду детальної інформації про подію: назва, тип, час, місце проведення та детальний опис. В модулі також існує можливість використання додаткових параметрів налаштувань та фільтрація інформації за різними параметрами.
Модуль «Довідка» - модуль призначений для відображення довідкової інформації, інструкцій, регламентів роботи організації тощо.
Модуль «Конференц-зал» - модуль дозволяє Операторові налаштувати комп’ютери та камери в залі засідання, контролювати активність робочого місця члена засідання, вмикати та вимикати монітори, піднімати/опускати екрани ліфтової системи, змінювати кут нахилу,  перезавантажувати та виключати віддалено комп’ютери робочих місць.